# Kryštof Eben
Kryštof Eben (* 24. prosince 1954 Praha) je český vědec a hudebník. Je jedním ze tří synů hudebního skladatele Petra Ebena a jeho manželky Šárky, rozené Hurníkové, sestry Ilji Hurníka. K roku 2016 Kryštof Eben pracovně působil v Ústavu informatiky Akademie věd, kde se zabýval vývojem numerického modelu MEDARD sloužícím pro předpověď počasí. Spolu se svými bratry Markem a Davidem působí v kapele Bratři Ebenové, kde hraje na klávesy.